# Albert Bazala
Albert Bazala (Brno, Moravska, 13. srpnja 1877. –  Zagreb, 12. kolovoza 1947.), hrvatski filozof.

## Životopis
Otac Josip bio je bankovni činovnik iz Praga, a majka Amalija bila je sestra pjesnika i filozofa Đure Arnolda. Osnovnu školu pohađao je u Bjelovaru, a gimnaziju u Bjelovaru, Slavonskoj Požegi i Zagrebu. Maturirao na Klasičnoj gimnaziji u Zagrebu 1895. godine. Studira filozofiju i klasičnu filologiju na Filozofskom fakultetu u Zagrebu i polaže profesorski ispit 1899., a sljedeće godine i doktorat filozofije tezom Psihologijska nauka o apercepciji.
Od 1899. do 1907. radi kao srednjoškolski profesor na Klasičnoj gimnaziji, a zatim na Ženskom liceju u Zagrebu. Habilitirao 1904. za privatnog docenta na Filozofskom fakultetu u Zagrebu predavanjem Marulićev moralno-filozofski rad. Godine 1905. – 1906. nastavlja studij filozofije u Münchenu, Jeni, Halleu i Leipzigu, u Institutu za eksperimentalnu psihologiju W. Wundta. Na njegovo formianje kao mislioca naročito su utjecali Rudolf Eucken (obnovitelj Fichteovog etičkog idealizma) i Wilhelm Wundt (osnivač empirijske psihologije). Boravio je i u Pragu, gdje su na njegova socijalna, politička i kulturno-politička shvaćanja najviše utjecali T. G. Masaryk i František Drtina.
Objavljuje Povijest filozofije u tri sveska, 1906. – 1912. Godine 1909. postao je izvanredni profesor na Filozofskom fakultetu, a 1912. redovni profesor. Preuzima Katedru za teorijsku i praktičku filozofiju s poviješću filozofije 1909. od Franje Markovića (Gjuro Arnold vodi novoosnovanu Katedru pedagogije i teorijske i praktičke filozofije od 1894. g. i 1896. postaje predstojnikom novoosnovanog Pedagogijskog seminara). Predavao je gotovo sve discipline iz teoretske i praktične filozofije, povijest filozofije te sociologiju i psihologiju. Za razliku od Markovića i Arnolda, napušta Herbartov sustav predavanja i oblikuje svoje kolegije problemski: "Platon–Aristotel", "Kantov problem", "Povijest materijalizma", "Problem psihologizma i logicizma" i drugi.
Zbog političkih aktivnosti, prisilno je umirovljen 1924., a reaktiviran 1927. Za vrijeme NDH ponovno je bio prisilno umirovljen 1943., a komunisti ga 1945. vraćaju na fakultet, iako je daleko do komunističke ideologije. Jedan je od poslijeratnih obnovitelja JAZU. Umro je 1947. u dobi od 70 godina, ne dočekavši treće umirovljenje.
Dopisni član JAZU od 1910., a pravi član od 1922., te predsjednik 1933. – 1941. Godine 1932. – 1933. rektor Sveučilišta. Aktivan u sklopu Matice Hrvatske, u kojoj je bio odbornik, tajnik i predsjednik. Osnivač Društva za Strossmayerovo sveučilište, koje izdaje reviju Alma mater croatica. Bio je počasni član Hrvatskog pedagoško-književnog zbora. Član uredničkog vijeća i stručni urednik za filozofiju u Hrvatskoj enciklopediji 1940. – 1945.  Osnivač časopisa Revija za filozofiju i psihologiju.

## Metalogički korijen filozofije
Tekst Metalogički korijen filozofije iz 1924., njegov je najosebujniji i filozofski najznačajniji tekst. Nasuprot primarno intelektualnom i čuvstvom obilježenom duhu Markovića i Arnolda, kod Bazale se javlja svojevrsni primat onog praktičkog pod vidom "voluntarističkog aktivizma". On se suprotstavlja racionalističko-logicističkoj tezi neokantovstva da se "filozofijska funkcija" razvija "iz samih logičkih snaga". Ta se teza javlja u dva oblika: "racionalizam odozdo" (aposteriorizam, empirizam) i "racionalizam odozgo" (apriorizam, racionalizam u užem smislu). Oba vide svijest kao statičku i upućenu na objekt, nešto izvanjsko.
Nasuprot tome, piše Bazala, »Duševni život promatran na svom vrelu, u neposrednom doživljavanju, očituje se kao ustrajan proces usmjeren k održavanju bitka u obliku "ja" sređena. Sve je duševno čin (radnja) ili izraženo u psihologijskoj terminologiji: sve je duševno volja ili derivat volje. Svijest je samosvojna zazbiljnost, dinamičko-teleološke prirode: ona nije tek pasivno mjesto, zrcalište gotova bitka, nego poprište stvaralačkih napora, koji iz sebe grade život.« Spoznaja je samo jedan aspekt izveden iz doživljaja. (Hrvatska enciklopedija (Ujević), 1941.) Uz logičku narav, filozofija ima također mitsku, pjesničku i religioznu. Na tu temu je Bazala vodio polemiku sa Stjepanom Zimmermanom, koji u njegovom pristupu vidi »uništavanje razumnosti«.
Bazala ne želi razvijati filozofski sustav, nego »smjernice aktivističkoga nazora na svijet i na život«. (Zenko, str. 203) U njegovom pristupu ima sličnosti s frankfurtskom Kritičkom teorijom društva.  (Zenko, str. 205) Kritičan je prema modernom naturalizmu, koji u prirodi vidi samo sustav "mehaničke nužde" u kojem nema mjesta za slobodu. Kako nema viših svrha, čovjek može biti samo brutalni egoist; to je karakteristika modernog "ekonomizma i industrijalizma", u kojem vladaju "impersonalne sile".  Dolazi do sukoba "logičkih konstrukcija" i "iracionalnih potencija", do "dvostruke kulture" i krize kulture. Da bi se ona prevladala potrebno je graditi "nove organizacije ciljeva i svrha", koje trebaju izvirati iz "dubinskih voljnih poriva života". Pojedinac u tome gradi "stil života", a narod, u posebnim svojim prilikama, autentičnu narodnu kulturu.

## Pučko sveučilište
Bazala je predložio osnivanje zajedničke otvorene katedre, koja je osnovana 1912. kao "Pučko sveučilište". Tu su predavanja držali razni profesori, a bila su otvorena i za javnost. Djelovala je do iza Drugog svjetskog rata.  Dvadesetak je godina bio što tajnik, što predsjednik katedre, i osobno držao brojna predavanja. Godine 1922. pokrenuo je Zbornik za pučku prosvjetu kao organ Pučkog sveučilišta.

## Politička djelatnost
Godine 1920. povjerenik za prosvjetu i vjere Kraljevske hrvatsko-slavonske zemaljske vlade. Član i glavni tajnik Hrvatske federalističke stranke. Zbog političkog djelovanja, godine 1924. prijevremeno umirovljen (reaktiviran 1927. Godine 1925. izabran Narodnu skupštinu Kraljevine SHS kao narodni zastupnik kotara Nova Gradiška (zahvaljujući koaliciji s HRSS).

## Utjecaj i ocjene
Albert Bazala je kao profesor filozofije donio značajne novine u odnosu na svoje tradicionalističke prethodnike Franju Markovića i Đuru Arnolda. Nije se oglašavao u diskusiji oko hrvatske moderne u prvom desetljeću XX. stoljeća, ali je očito da je svojim shvaćanjima, za razliku od ove dvojice, na strani "mladih".
Franjo Zenko godine 1995. kao najbolju ocjenu njegovog djela citira njegovog učenika Krunu Krstića iz 1943.:»Svestranim izlaganjem i sustavnom kritikom racionalističke misli u svim njezinim filozofijskim očitovanjima Bazala prvi uvodi hrvatsku svjetovnu filozofiju u srž suvremene europske filozofijske problematike, a u isto vrieme mnogobrojnim člancima, koji najrazličitija pitanja obrađuju u zatvorenim cjelinama, proširuje primjenu filozofijskog aspekta na različite grane kulturnoga života (umjetničku, prosvjetnu, odgojnu, socialnu itd.).«
Njegova su razmatranja sukladna tadašnjim kretanima u europskim filozofiji, kao što je Fenomenologija E. Husserla i neomarksistička Kritička teorija društva. Unio je u filozofiju aktivan i kritičan odnos prema društvenoj okolini, ne bježeći ni od direktnog političkog angažmana. Hrvatski orijentiran, nasuprot kolegi profesoru Vladimiru Dvornikoviću, također zanimljivom misliocu, koji je zastupao integralno jugoslavenstvo (ali je također došao u sukob s vlastima). Suprotstavio se takođeri i ustaškom režimu. Tako je dvaput bio prisilno umirovljen, a da je poživio, vjerojatno bi se sukobio i s komunistima (kao što je bio slučaj s njegovim učenikom Pavlom Vuk-Pavlovićem.

## Djela
Objavljene knjige i samostalne brošure:
- Psihologija u hrvatskom umjetnom pjesništvu, Zagreb, 1901.
- Povijest filozofije

- Svezak I.: Povijest narodne filozofije grčke  Arhivirana inačica izvorne stranice od 6. prosinca 2021. (Wayback Machine) (1906.)
- Svezak II.: Filozofija helenističko-rimska, filozofija u srednjem vijeku, filozofija novoga vijeka do Kanta  Arhivirana inačica izvorne stranice od 6. prosinca 2021. (Wayback Machine) (1909.)
- Svezak III.: Povijest filozofije najnovijega doba  Arhivirana inačica izvorne stranice od 6. prosinca 2021. (Wayback Machine) (1912.)

- Etika i narodno gospodarstvo, Zagreb, 1915.
- Materijalizam ili idealizam u povijesti, Zagreb, 1915.
- Filozofijski portret Franje Markovića, Zagreb, 1921. (2. izdanje 1974.)
- O slobodi volje, Kolo, 1910.
- Wilhelm Wundt, Nastavni vjesnik, 1921.
- Sveučilište i politika, Zagreb, 1923.
- Filozofijske studije, I. Metalogički korijen filozofije, Zagreb, 1924.
- Tajanstvene pojave, Zagreb 1924.
- Massaryk — mislilac, Zagreb, 1935.
- Filozofijska težnja u duhovnom životu Hrvatske, Zagreb, 1936.
- O ideji prosvjete  Arhivirana inačica izvorne stranice od 6. prosinca 2021. (Wayback Machine), 1937.
- O ideji nacionalne filozofije, Zagreb, 1938.
- Značenje mistike u životu ljudskom, 1938.
- Filozofijske studije, 2. Svijest i svijet, subjekt i objekt, Zagreb, 1941.
- Heziod. Dani i djela, Zagreb, 1970. (postumno)

## Vanjske poveznice
Mrežna mjesta
- Albert Bazala, životopis i digitalizirana djela na stranicama Instituta za filozofiju
- Bazala, Albert, Hrvatski biografski leksikon
- Albert Bazala, Napomene uz problem rase, Hrvatski geografski glasnik 1/1939.